# Men kærligheden sejrer
Men kærligheden sejrer (originaltitel The Rejected Woman) er en amerikansk stumfilm fra 1924 instrueret af Albert Parker.

## Medvirkende
- Alma Rubens som Diane Du Prez
- Conrad Nagel som John Leslie
- Wyndham Standing som James Dunbar
- Béla Lugosi som Jean Gagnon
- George MacQuarrie som Samuel Du Prez
- Frederick Burton som Leyton Carter
- Antonio D'Algy som Craig Burnett
- C. Aubrey Smith som Peter Leslie
- Juliette La Violette som Rose
- Leonore Hughes som Lucille Van Tuyl